# Ira Herskowitz
Ira Herskowitz (14 juillet 1946 - 28 avril 2003) est une généticienne américaine. Elle a travaillé sur le changement de type d'accouplement et la différenciation cellulaire, en utilisant en grande partie Saccharomyces cerevisiae comme organisme modèle.

## Biographie
Elle est née à Brooklyn, New York. Elle est diplômée du California Institute of Technology et du Massachusetts Institute of Technology avec un doctorat en 1971. Elle enseigne à l'Université de l'Oregon. Elle part à l'Université de Californie à San Francisco en 1981, où elle dirige le laboratoire Herskowitz. On lui attribue la vulgarisation de l'expression "le pouvoir impressionnant de la génétique de la levure" ainsi que d'être la première à utiliser un signe de barre dans un diagramme de voie pour désigner une influence négative.
Herskowitz reçoit en 1983 le Eli Lilly and Company-Elanco Research Award de la Société américaine de microbiologie. Elle est élue à l'Institut de médecine en 2002, à l'Académie nationale des sciences en 1986. Elle est décédée à San Francisco, en Californie, le 28 avril 2003, d'un cancer du pancréas.